# L'Année du soleil calme
Pour le film de Krzysztof Zanussi, voir L'Année du soleil calme.
L'Année du soleil calme (titre original : The Year of the Quiet Sun) est un roman de science-fiction de l'écrivain américain Wilson Tucker publié en 1970.

## Distinctions
Cet ouvrage a été nommé pour le prix Hugo du meilleur roman 1971 et a obtenu le prix John-Wood-Campbell Memorial 1976 (pas de vainqueur pour un roman publié en 1975, prix remis pour un roman publié en 1970).